# Stoke Charity
Stoke Charity är en by i civil parish Wonston, i distriktet Winchester, i grevskapet Hampshire i England. Byn är belägen 10 km från Winchester. Stoke Charity var en civil parish fram till 1932 när blev den en del av Wonston. Civil parish hade 111 invånare år 1931.